# Ord-Kängururatte

Verbreitungsgebiet der Ord-Kängururatte

Die Ord-Kängururatte (Dipodomys ordii) ist ein im westlichen Nordamerika verbreitetes Nagetier in der Gattung der Kängururatten. Das Typusexemplar stammt aus dem County El Paso in Texas. Im Werk Mammal Species of the World werden 32 Unterarten gelistet. Die Art ist nach George Ord benannt, der Präsident der Akademie für Naturwissenschaften in Philadelphia war.

## Merkmale
Dieses Nagetier ist mit einer durchschnittlichen Kopf-Rumpf-Länge von 114 mm, einer Schwanzlänge von etwa 128 mm und einem Gewicht um 44 g ein mittelgroßes Gattungsmitglied. Die Hinterfüße sind etwa 38 mm lang und die Länge der Ohren liegt bei 12 mm. Je nach Verbreitung ist die Oberseite gelbbraun, rotbraun oder schwärzlich gefärbt. Im Kontrast dazu sind Flecken hinter den Augen und Ohren, die Oberseite der Füße, Streifen auf den Schenkeln, fast die ganze Unterseite, der vordere Teil des Schwanzes sowie am Schwanz die Unterseite des hinteren Teils weiß. Männchen sind nur leicht größer als Weibchen und Populationen in westlichen Bereichen der Great Plains sind größer als Bestände im östlichen Bereich. Andere Kängururatten im gleichen Gebiet sind allgemein größer. An Vorder- und Hinterpfoten befinden sich fünf Finger bzw. Zehen. Am Ende des Schwanzes ist eine Quaste vorhanden, die oberseits buschiger ist. Der diploide Chromosomensatz besteht aus 72 Chromosomen (2n=72). Die Art kann ihre Backentaschen mit 1,0 bis 2,5 cm³ Nahrung füllen.

## Verbreitung
Das Verbreitungsgebiet reicht vom südöstlichen Alberta und südwestlichen Saskatchewan in Kanada sowie vom südlichen Washington in den Vereinigten Staaten über die westlichen Great Plains und das Great Basin bis ins zentrale Mexiko. Die Ord-Kängururatte erreicht nur die tieferen Lagen der Rocky Mountains. Sie hält sich im Gelände mit sandigem Grund auf, das hauptsächlich mit Gräsern und Sträuchern bedeckt ist. Häufig ist sie in Regionen mit Wacholder und einem Unterwuchs aus Chrysothamnus-Arten (Korbblütler) sowie Eurotia-Arten (Fuchsschwanzgewächse) zu finden. Je nach Verbreitung befinden sich Gewächse der Gattungen Eichen, Kiefern, Artemisia, Palmlilien, Melden oder Prosopis (Hülsenfrüchtler) im Revier.

## Lebensweise
Diese nachtaktive Kängururatte hält keinen Winterschlaf. Wenn die Temperatur unter −11 °C fällt oder wenn der Schnee über 40 Prozent der Landschaft bedeckt, bleiben die Tiere in ihrem Bau. Sie halten sich bei Mondlicht an Stellen mit dichterer Pflanzendecke auf. Wenn Weibchen nicht paarungsbereit sind, lebt jedes Exemplar für sich. Bei Ord-Kängururatten in Gefangenschaft wurden Kämpfe ohne ernste Verletzungen festgestellt. Die Individuen baden ab und zu im Sand zur Fellpflege. Männchen besitzen mit durchschnittlich 0,6 Hektar größere Reviere als Weibchen, die etwa 0,4 Hektar große Territorien bewohnen. Die Art kommt zusammen mit verschiedenen anderen Nagetieren, wie anderen Kängururatten, Seiden-Taschenmäusen, Weißfußmäusen, Grashüpfermäusen oder Amerikanischen Buschratten, vor. Wie bei allen Taschenmäusen besteht der unterirdische Bau aus Gängen, Nest- und Vorratskammern. Die Menge der Vorräte hält sich in Grenzen.
Die Nahrung besteht vorwiegend aus Samen von Gräsern und Kräutern, die mit grünen anderen Pflanzenteilen komplettiert werden. Zeitweilig kann der Anteil von Insekten und anderen Gliedertieren auf 18 Prozent steigen. Diese werden jedoch nie in den Backentaschen transportiert. Außer Pflanzenteilen enthalten diese geringe Mengen Sand. Die Ord-Kängururatte wird vom Kitfuchs, vom Kojoten, von der Schleiereule, vom Virginiauhu, von der Waldohreule und vom Kaninchenkauz gejagt. Im Fell halten sich unterschiedliche Parasiten, wie Zecken und Flöhe, auf.
Die Fortpflanzung kann je nach Region in einer, in zwei Paarungszeiten oder selten das ganze Jahr stattfinden. Paarungen beginnen nach Regenfällen und sind weniger temperaturabhängig. Bei Männchen produzieren die Hoden das ganze Jahr Samenflüssigkeit. Weibchen sind 28 bis 32 Tage trächtig und pro Wurf kommen gewöhnlich bis zu sechs Nachkommen vor. Unter günstigen Bedingungen sind fünf Würfe pro Jahr möglich. Weibchen können im Labor bis zu 20 Nachkommen pro Jahr und maximal 38 Nachkommen im Leben zeugen. Die Mutter erkennt ihre Jungen an den Rufen. Sind Neugeborene aus einem Grund stumm, werden sie vom Weibchen ignoriert oder gefressen. Jungtiere sind nach durchschnittlich 83 Tagen geschlechtsreif. Die maximale Lebenserwartung von Labortieren liegt bei sieben Jahre und fünf Monaten.

## Gefährdung
Die IUCN listet die Art aufgrund fehlender Bedrohungen und einer stabilen Gesamtpopulation als nicht gefährdet (least concern).